# Franz Oberacher
Franz „Staubwolke“ Oberacher (* 24. März 1954 in Natters) ist ein ehemaliger österreichischer Fußballspieler. Der Stürmer gehörte zum Kader der österreichischen Nationalmannschaft bei der Fußball-Weltmeisterschaft 1978 in Argentinien und wurde mehrmals österreichischer Meister und Cupsieger.
Oberacher begann seine Fußballlaufbahn bei der WSG Swarowski Wattens, die mit Wacker Innsbruck zum SSW Innsbruck vereinigt wurde. mit Innsbruck wurde er 1975 und 1977 österreichischer Meister. 1975, 1978 und 1979 holte er mit Innsbruck den ÖFB-Cup. Für Innsbruck bestritt er zwischen 1973 und 1979 147 Spiele. 1979 wechselte er nach Deutschland in die 2. Fußball-Bundesliga zum 1. FC Nürnberg, mit dem er 1980 in die Fußball-Bundesliga aufstieg. Für den Club kam er in der 2. Bundesliga zu 31 Einsätzen und 12 Toren und in der 1. Bundesliga zu 25 Einsätzen und 9 Toren. Insgesamt erzielte er 21 Tore in 56 Spielen.
1981 ging er in die Niederlande zum AZ Alkmaar, wo er in der Ehrendivision in 26 Spielen 5 Tore schoss. Mit Alkmaar wurde er auch 1982 niederländischer Meister. In seiner zweiten Saison in Alkmaar kam er kaum zum Einsatz, weshalb er noch in der Saison 1982/83 nach Österreich zurückkehrte, wo er fortan für Austria Klagenfurt spielte. Für die Kärntner kam er in 5 Saisonen zu 21 Toren in 102 Spielen. 1987 ging er zu seinem Heimatklub SV Natters, für den er eine Saison spielte. In der Saison 1988/89 kam er nach Osttirol, wo er in der Kärntner Landesliga beim Rapid Lienz verpflichtet war, und in der Saison 1989/90 spielte der Flügelflitzer wieder in seiner näheren Heimat, und zwar für den SV Axams.
Für die ÖFB-Auswahl bestritt er 8 Länderspiele. Seit Debüt gab er am 28. April 1976 beim 1:0-Sieg in Wien gegen die schwedische Nationalmannschaft. Er erzielte am 30. Jänner 1979 das Siegestor beim 1:0 (0:0)-Sieg in Tel Aviv im Freundschaftsspiel gegen Israel, was sein einziger Treffer für die Nationalmannschaft war. Sein letztes Länderspiel bestritt er am 17. April 1985 bei der 0:3-Niederlage im WM-Qualifikationsspiel gegen die ungarische  Fußballnationalmannschaft in Wien.